# Tamoyidae
Tamoyidae é uma família de cubozoários da ordem Carybdeida, contendo os seguintes gêneros e espécies:

## Espécies
- Tamoya gargantua (Haeckel, 1880)
- Tamoya haplonema (F. Müller, 1859)[2]
- Tamoya ohboya (Collins, Bentlage, Gillan, Lynn, Morandini, Marques, 2011)

## References
1. ↑  «WoRMS - World Register of Marine Species - Tamoyidae». marinespecies.org
2. ↑  Müller, F. (1859). «Zwei neue Quallen von Santa Catharina». Abhandlungen der NaturforschendenGesellschaft zu Halle. 5: 1–12, pl. I–III